# Spider-Man: Edge of Time
Spider-Man: Edge of Time (укр. Людина-павук: Грань Часу) — відеогра Activision, розроблена Beenox. Сюжет написаний Пітером Девідом. Гра вийшла в світ 4 жовтня 2011 року. Інформація про гру була вперше оголошена на WonderCon, 2 квітня 2011 року. Це третя гра про Людину-павука, після Spider-Man: Shattered Dimensions і Spider-Man: Friend or Foe, яку розробила Beenox. Після виходу гри Activision було вирішено, щоб у майбутньому Beenox була розробником всіх наступних відеоігор про Людину-павука.

## Сюжет
У 2099 учений компанії «Алхімакс» Волтер Слоун, прагнучи отримати владу і багатство, подорожує в часі в наші дні, щоб використовуючи свої знання технологій майбутнього заснувати «Алхімакс» набагато раніше свого часу. Це спричиняє серйозні наслідки в майбутньому 2099-го, в якому панує антиутопія, а «Алхімакс» тримає світ у «залізному кулаці». Мігель О'Хара дізнається план Слоуна, виявляється, зміни торкнулися не тільки майбутнього, а й минулого, що призвело до загибелі Пітера Паркера від руки Анти-Венома. Мігель вирушає в минуле, щоб попередити Пітера, і тепер обидва павука повинні діяти спільно, щоб не лише врятувати майбутнє, а й життя Пітера Паркера.

Скріншот гри

## Ігровий процес
Під час гри гравцеві надається можливість керувати Людиною-павуком (Пітером Паркером) та Людиною-павуком 2099 (Мігелем О'Харою). Управління конкретним персонажем залежить від місії у грі.